# Fix Your Heart
Fix Your Heart er det sjette og seneste studiealbum fra den danske popgruppe Zididada. Det blev udgivet den 13. maj 2013. Albummet nåede én uge på Hitlistens Album Top-40 som nummer 9.

## Spor
1. "Someday"
2. "Fix Your Heart (Song For Magic)"
3. "Jacuzzi"
4. "Lovesong"
5. "It's You"
6. "No Love Without You"
7. "American Girl"
8. "Shine"
9. "Come Save Me"
10. "Superstar"
11. "Sweet Water" - Bonus track: Live fra Langelandsfestivalen 2005
12. "Please Ya Lisa"
13. "Centerfold"
14. "Don't Believe"